# Elio Sicari
Elio Angelo Sicari (Catania, 2 ottobre 1942) è un ex mezzofondista italiano.

## Biografia
Diplomatosi all'ISEF nel 1967, aveva iniziato l'attività agonistica nel 1960 quando fu uno dei tedofori che portarono la fiaccola olimpica nei Giochi della XVII Olimpiade a Roma.
Nel corso della sua carriera, che lo vide numerose volte come componente della squadra italiana di atletica leggera, fu campione d'Italia studentesco nei 1000 metri a Forlì nel 1961 e campione italiano juniores sugli 800 metri a Bologna. Nel 1962 vinse il premio Atleta dell'anno della Regione Siciliana.
Nel 1963 vinse il Trofeo Sant'Agata nella sua Catania in una delle sue rare corse di mezzofondo prolungato su strada. Nel 1967 è stato primatista nazionale della staffetta 4×800 metri.
Terminata la carriera agonistica nel 1967, si dedicò all'insegnamento prima come allenatore di atletica leggera presso il CUS Roma dal 1966 al 1971 e poi di ginnastica artistica dal 1977.

## Altre competizioni internazionali
1963
- Oro al Trofeo Sant'Agata ( Catania)